# Читаево (сельское поселение)
Читаево —  упразднённые административно-территориальная единица (административная территория село с подчинённой ему территорией) и муниципальное образование (сельское поселение с полным официальным наименованием муниципальное образование сельского поселения «Читаево») в муниципальном районе Прилузском Республики Коми Российской Федерации.
Административный центр — село Читаево.

## История
Статус и границы административной территории были установлены Законом Республики Коми от 6 марта 2006 года № 13-РЗ «Об административно-территориальном устройстве Республики Коми».
Статус и границы сельского поселения установлены Законом Республики Коми от 6 марта 2006 года № 13-РЗ «Об административно-территориальном устройстве Республики Коми».
Законом Республики Коми от 6 мая 2016 года № 41-РЗ были объединены административные территории и одноимённые сельские поселения Объячево и Читаево во вновь образованные административную территорию и одноимённое сельское поселение Объячево.

## Население
| 2010 | 2011 | 2012 | 2013 | 2014 | 2015 | 2016 |
| ---- | ---- | ---- | ---- | ---- | ---- | ---- |
| 359  | ↘357 | ↘342 | ↘311 | ↘298 | ↘287 | ↘282 |

## Состав
Состав административной территории и сельского поселения (до 2016 года):
| № | Населённый пункт | Тип населённого пункта       | Население |
| - | ---------------- | ---------------------------- | --------- |
| 1 | Березники        | деревня                      | 33        |
| 2 | Векшор           | деревня                      | 25        |
| 3 | Маловыльгорт     | деревня                      | 18        |
| 4 | Тарачево         | деревня                      | 2         |
| 5 | Читаево          | село, административный центр | 281       |